# 新発田綱貞
新発田 綱貞（しばた つなさだ）は、戦国時代の武将。新発田長綱の子。新発田長敦、新発田重家の父。伯耆守。

## 出自
新発田氏は北越後の国人で、揚北衆の一人である。佐々木盛綱を祖とする佐々木党であり、加地氏の庶流。

## 生涯
五十公野城を領し、守護代長尾為景が守護の上杉氏を倒し越後平定に奔走したときはこれに従ったが、上条の乱が勃発するとこれに呼応し本庄房長・鮎川清長・水原政家・黒川清実・中条藤資・五十公野景家・加地春綱・竹俣昌綱らと共に為景に背いた。しかし最後は、長尾景虎（のちの上杉謙信）に臣従した。